# آرثر غاري بيشوب
آرثر غاري بيشوب (بالإنجليزية: Arthur Gary Bishop) هو قاتل متسلسل أمريكي، ولد في 29 سبتمبر 1952 في هينكلي في الولايات المتحدة، وتوفي في 10 يونيو 1988 في Utah State Prison ‏ في الولايات المتحدة.

## وصلات خارجية
- آرثر غاري بيشوب على موقع إن إن دي بي (الإنجليزية)